# Shannon SH1
Shannon SH1, znany także jako Shannon Godiva – samochód Formuły 1, zaprojektowany na 1966 rok przez Paula Emery'ego i Hugh Aiden-Jonesa dla zespołu Shannon Racing Cars. Samochód wziął udział w jednym Grand Prix.

## Historia
Na sezon 1966 wprowadzono nowy regulamin, zwiększający maksymalną pojemność silnika do trzech litrów. Shannon SH1 został zbudowany wokół aluminiowego monocoque i silnika Coventry Climax FPE "Godiva" V8. Silnik ten pochodził z 1954 roku i miał początkowo pojemność 2,5 litra, ale nie był rozwijany. Emery skorzystał z niego, zmodyfikował i powiększył. 
Przed Grand Prix Wielkiej Brytanii Emery i Aiden-Jones zdołali nakłonić Trevora Taylora na jazdę w zespole. W trakcie wyścigu, na pierwszym okrążeniu, awarii uległ zbiornik paliwa i Taylor wycofał się z wyścigu. Jako że Shannon nigdy więcej nie wystartował w Formule 1, oznacza to, że jest zespołem, który pokonał najmniejszy łączny dystans w wyścigu.
Samochód był zgłoszony do Grand Prix Włoch, ale nie wziął w nim udziału ze względu na problemy z silnikiem.
Samochód został następnie przerobiony na samochód Formuły 3 i brał udział w zawodach Formuły 3 do 1969 roku.

## Wyniki w Formule 1
| Legenda oznaczeń w tabelach wyników Wyświetl szablon na nowej stronie | Legenda oznaczeń w tabelach wyników Wyświetl szablon na nowej stronie                                                                     |
| Oznaczenie                                                            | Wyjaśnienie |
| --------------------------------------------------------------------- | --- |
| Złoty                                                                 | Zwycięzca lub mistrzostwo |
| Srebrny                                                               | 2. miejsce lub wicemistrzostwo |
| Brązowy                                                               | 3. miejsce lub II wicemistrzostwo |
| Zielony                                                               | Ukończył, punktował (w klasyfikacji generalnej, gdy zdobył co najmniej jeden punkt na przestrzeni sezonu, poza trzema powyższymi opcjami) |
| Niebieski                                                             | Ukończył, nie punktował (w klasyfikacji generalnej, gdy nie zdobył co najmniej jednego punktu na przestrzeni sezonu)                      |
| Czerwony                                                              | Nie zakwalifikował się (NZ) |
| Czerwony                                                              | Nie prekwalifikował się (NPK) |
| Różowy                                                                | Nie ukończył (NU) |
| Różowy                                                                | Niesklasyfikowany (NS) (w klasyfikacji generalnej, gdy nie został sklasyfikowany w żadnym wyścigu sezonu)                                 |
| Czarny                                                                | Zdyskwalifikowany (DK) |
| Czarny                                                                | Wykluczony (WYK/EX) |
| Biały                                                                 | Nie wystartował (NW) |
| Biały                                                                 | Kontuzjowany (K/INJ) |
| Biały                                                                 | Wyścig odwołany (OD/C) |
| Bez koloru                                                            | Został wycofany (WYC/WD) |
| Bez koloru                                                            | Nie przybył (NP/DNA) |
| Bez koloru                                                            | Nie brał udziału w treningach (NT/DNP) |
| Bez koloru                                                            | Nie został zgłoszony (–) |
| Pogrubienie                                                           | Start z pole position |
| Kursywa                                                               | Najszybsze okrążenie wyścigu |
| †                                                                     | Nie ukończył, ale jego rezultat został zaliczony ze względu na przejechanie więcej niż 90% dystansu wyścigu.                              |
| *                                                                     | Sezon w trakcie |
| 1/2/3                                                                 | Punktowana pozycja w sprincie kwalifikacyjnym                                                                                             |
| Lista systemów punktacji Formuły 1                                    | |

| Sezon | Zespół              | Silnik    | Opony | Kierowcy      | 1   | 2   | 3   | 4   | 5   | 6   | 7   | 8   | 9   | Pkt. | Msc. |
| ----- | ------------------- | --------- | ----- | ------------- | --- | --- | --- | --- | --- | --- | --- | --- | --- | ---- | ---- |
| 1966  | Shannon Racing Cars | Climax V8 | D     |               | MCO | BEL | FRA | GBR | NLD | DEU | ITA | USA | MEX | 0    | NS   |
| 1966  | Shannon Racing Cars | Climax V8 | D     | Trevor Taylor |     |     |     | NU  |     |     | NW  |     |     | 0    | NS   |